# 勝負審判
勝負審判（しょうぶしんぱん）は、大相撲において、行司とは別に相撲勝負の判定に加わる審判のことである。日本相撲協会寄附行為相撲規則によると審判委員（しんぱんいいん）と定義されている。
勝負審判は、年寄のうち階級（職責）が「委員」である者のうち一部が務める。現在の番付表上の表記は、中軸の行司の下に「審判委員」として他の年寄とは別に書かれる。ただし、平成期の一時期は審判委員も他の年寄の委員との区別なく表記され、その時期の番付表では中軸の行司の下に若者頭・世話人・呼出が書かれていた。

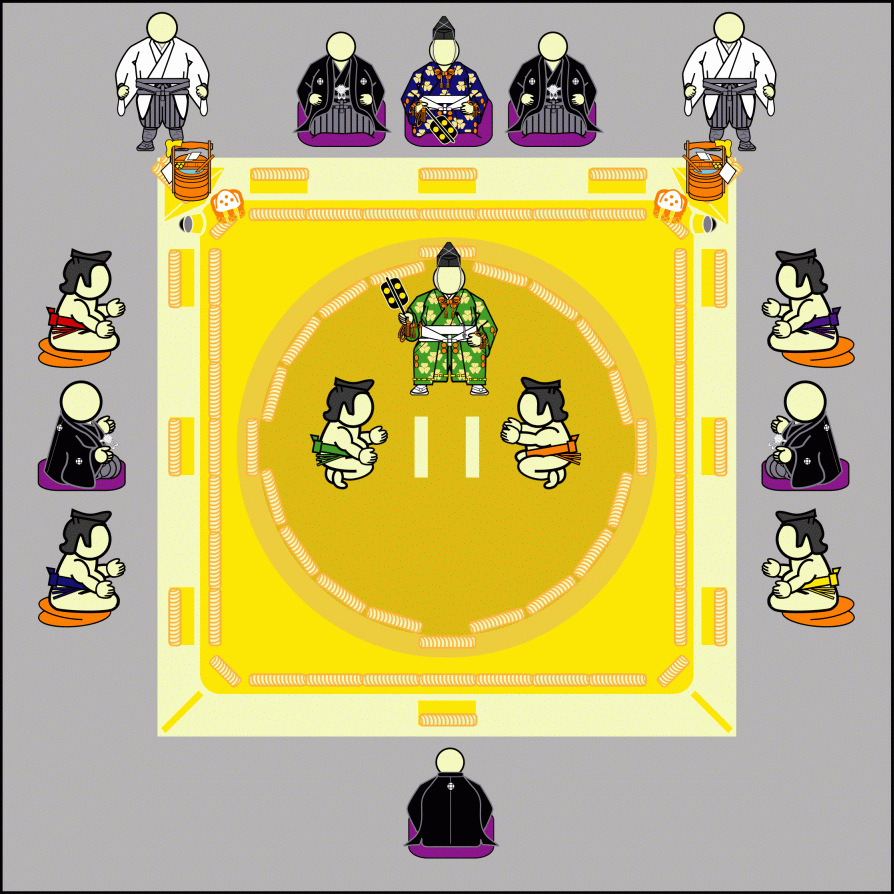
土俵での行司・勝負審判・控え力士配置

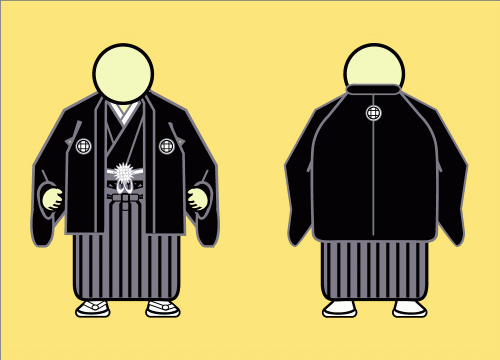
勝負審判の装束（紋付羽織袴）

## 役割
勝負審判は、土俵の東西に各1人、行司溜に2人、正面に1人の合計5人配置され、日本相撲協会審判部所属の年寄が交替で務める。出場する勝負審判の装束は紋服白足袋でなければならない。なお、5月場所から一重の羽織に紋付き、7月・9月場所は麻の着物に一重の紋付き姿である。

### 物言い
勝負審判は、勝負の判定を正しくし、公平に決定する責任があるから、行司の軍配に異議を感じた場合は、直ちに速かに、「異議あり」の意思表示（物言い）をして、 協議に入らねばならない。控え力士から物言いがあった場合は、勝負審判はそれを取り上げ協議しなければならない。判定については審判5人による多数決で、見えていない場合は「見えていない」と表明して、評決に参加しないこともできる。行司は意見は述べられるが評決には参加できない。審判委員は一門の利益代表ではないが、一門の力士が絡んだ判定の場合には意見の強く押し通せる審判の声が通る場合もある。行司は「反則勝ち」「同体」の軍配をあげることができないため、実際に反則があったり同体であったりしても物言いがなければそのままとなる。
協議の際には審判長はビデオ室に控える親方の意見も参考にし、土俵上の各審判に伝える。正面の位置に座る審判が審判長となり、物言いの協議に際し、最終的に判定を裁決する。審判長は十両土俵入りまでは審判委員の一人が務め、それ以降は審判部長もしくは審判部副部長が務める。

### 力士の監視
勝負審判は勝負の判定だけでなく、土俵上一切の競技進行に目を配り相撲競技規定に抵触または違反のないようにする責任がある。たとえば、仕切りで十分に手を付かず立ち合った場合は勝負審判が相撲を止めることがある。過去には勝負が一度決まった後に手付き不十分で取り直しにしたこともあった。
1976年7月場所では、「待った」の応酬で8回も仕切りを長引かせた若三杉と荒勢の対戦の際に、勝負審判全員が土俵にあがって両力士に直接注意を促したこともあった。水入り後の組み直しには満足するまで行司に注意しなければならない。
錣山の証言によると以前は力士の監視に関して「力士の足だけ見ていろ」と言われていたが、近年では髷掴みの問題も多く取組中の力士の様子をくまなく監視する必要があるという。

### 時間計測
行司溜赤房下（東寄り）の審判が時計係となる。時計係審判は呼出と行司に制限時間（仕切り・水入りなど）を伝える役目と、全体の進行を見極め、制限時間を調節する役目を担っている。また、白房下は一種の「予備役」で他の審判に故障が起きた場合は、その位置に回る。

## 進行
本場所の場合、勝負審判は4班に分かれて行う。1班ごとの勤務時間は以下の通り。
- 1番：前相撲から序二段50枚目台前後まで
- 2番：序二段50枚目台前後から三段目60枚目台前後まで
- 3番：三段目60枚目台前後から幕下50枚目前後まで
- 4番：幕下50枚目前後から十両土俵入り前まで
- 5番：幕下上位五番から中入まで
- 幕内前半
- 幕内後半

- 1番に当たる班は1番のみ・2番に当たる班は5番を・3番に当たる班は幕内前半を・4番に当たる班は幕内後半を担当し、同じ日で座る位置が変わることはない。ただし、5番以降は審判長席に部長・副部長が座るため、班の中から1人が審判を担当せず控えに回ることとなり、2番から4番で審判長を務めた審判が控えに回った審判の座っていた席に着く。なお、ローテーションの都合により、2番から4番で審判長を務めた審判自身が控えになる場合もあり、その場合は審判長以外の4人の顔ぶれと着席位置は変わらない。
- 4班のローテーションは、1班・2班・3班・4班を基準とし2班・3班・4班・1班、3班・4班・1班・2班、4班・1班・2班・3班と回る。
- 班内ローテーションは、正面（審判長）を基点に反時計回りで回る。
- 審判部長・副部長にもローテーションがあり、合計3人扱い[注釈 2] となっている現在は、5番・幕内前半・幕内後半に分かれて審判長を務め、翌日は幕内後半だった人が前半に、幕内前半だった人が5番に、5番だった人が幕内後半へと回る。

## 審判部
日本相撲協会には「審判部」が置かれ、勝負審判はここに所属する年寄が務める。審判部が所管しているのは以下の業務である。大相撲の世界において絶対である番付の編成を所管することから、審判部の役割は特に重要であるとされる。番付編成においては各力士の師匠が審判部に所属するか否かがその力士の番付昇降に大きく影響するとも言われる。横綱・大関昇進の際は、審判部長が理事会の招集を要請することが昇進の前提となっている。審判部は、各部所との連繋を密にし、土俵上で結集した成果が上るよう努めるものとする。
1. 土俵上の勝負の判定
2. 取組の作成
3. 番附の審査編成
4. 力士・行司に対する賞罰に関する事項
5. 公傷に関する事項
6. その他相撲競技に関する事項

このほか、一門に横綱、大関が出た場合、その昇進伝達式には審判委員は理事とともに伝達の使者として昇進力士の部屋（地方場所では宿舎）に派遣される。
審判部長
審判部長は理事から、副部長は副理事（かつての監事）から理事長によって任命され、それ以外の年寄が副部長に就任した場合は役員待遇となる。原則として違う一門から 選任されるが、理事長が直接適任者を指名するので、一門無所属の年寄が任命されることもある。
審判部長は戦後から平成中期まで歴代すべて横綱経験者が務めていたが、2002年2月の改選時において大関止まりの二子山親方（元貴ノ花）が、横綱未経験者から初めて審判部長に就任した。さらに2010年2月には関脇止まりで幕内優勝未経験の友綱親方（元魁輝）が審判部長に就任した（元横綱千代の富士の九重親方とあわせて部長二人制）ほか、2012年2月には同じく鏡山親方（元多賀竜）が単独で審判部長に就任するなど、近年は横綱経験者に限らず務めている。また、審判部長や審判部副部長が怪我や体調不良で休場する場合、後述する編成担当が出来る前は、名古屋・大阪・福岡の各地方場所担当部長が代理で務めていた。
2020年3月の改選時からは、取組と番付の編成のみに専念する審判部長・審判部副部長が置かれることになった。編成担当の者は原則として審判長を務めないが、他の部長・副部長が体調不良などにより審判長を務められない場合は、その代役を務めることになる。
審判委員
審判委員は審判部に所属する年寄が勤める。審判委員の人数は当分の間20名以内とされ、現在5系統ある各一門（出羽海一門、二所ノ関一門、時津風一門、高砂一門、伊勢ヶ濱一門）からの推薦に基づき理事長より任命される。一門に所属していない親方は当然ながら一門からの推薦を受けられないため、審判委員に就任することは通常ない。偶数年2月の役員改選時における職務分掌異動で任命され、主任の年寄が委員に昇格する際に新任されることが通例で、一度退任した後に、再任されることもある。また、定期異動外でも審判委員の病気勇退等で委員待遇平年寄から委員へ昇格させる形で抜擢されるケースもある。近年は役員改選時に平年寄や主任のまま審判部の職務を任じられ、審判委員となるケースもある。
また、2014年に導入された再雇用制度を利用し、一旦停年の後参与として再雇用された親方が審判に就任することもある。審判部に所属する年寄は、大相撲中継の解説には出演しない。
審判部は「花形」部署とされ、審判委員は横綱・大関経験者等、現役時代の実績に秀でた年寄が就任する傾向がある。1968年に検査役から審判委員に制度が改められて以降、平成中期までは就任したほぼ全員が最高位前頭2枚目以上であり、一門からの推薦もおおむねこの基準で行われていたが、大相撲八百長問題などで多くの親方が降格処分を受けていた中での改選だった2012年以降の一時期は前頭2枚目以上の経験のない親方の就任例が急増した。歴代の審判委員については#歴代審判の節を参照。

## 歴史

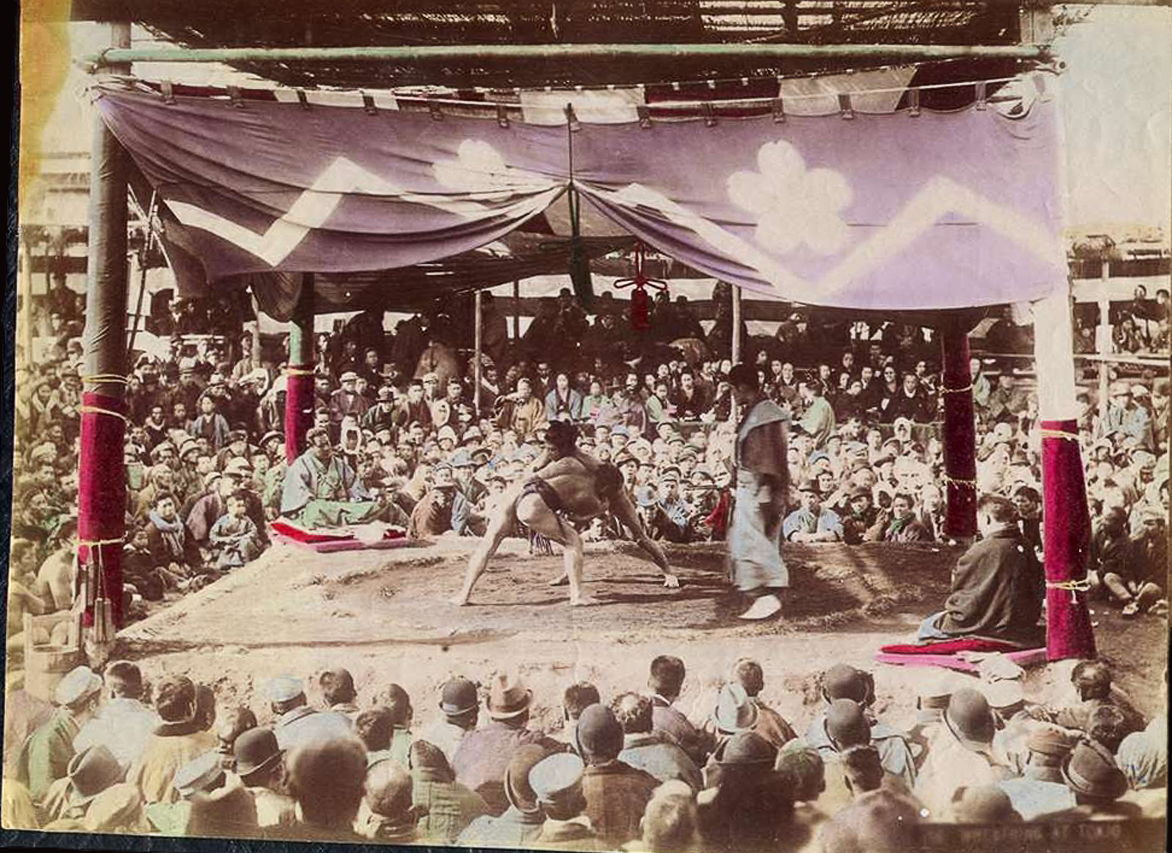
明治中頃の土俵風景

勝負審判は、かつては江戸時代からの呼称である中改（なかあらため/ちゅうあらため）、明治時代の高砂改正組による改称後は検査役（けんさやく、番付上の表記は勝負檢査役）と呼ばれた。
現在のように、審判が土俵下から判定をみるようになった理由は、1930年の天覧相撲をきっかけにしたもので、それ以前は土俵の周囲の四本柱（現在の房の位置にあった）のところに座っていた。当時の行司による「四本柱の下に検査役が座っていた時代は柱の前に行けず（検査役の正面に立って視界を遮るという理由で柱の前で立ち止まることを禁じられていた）動きにくかったが土俵下に下りてからは気にせず動けるようになって裁きやすくなった」という証言がある。土俵下に降りたことで観客からも取組が見えやすくなるという利点もあった。
また、1950年代までは取締、理事に次ぐ協会の幹部であり現在の審判委員より地位が高かった。そのため検査役は選挙で選ばれ、力士の有資格者も投票した。元横綱・大関等は引退後1、2年ほどで検査役となりその後理事・取締と昇進することが一般的であった。元横綱の太刀山が引退して年寄・東関を襲名後まもなく廃業した理由は、検査役の選挙で落選したことが一因であった。
1968年の機構改革によって、勝負検査役の名称が審判委員に改められ、選挙制から一門推薦に基づく理事長任命制へと変わり現在に至る。また、部長・副部長以外の審判には部屋持ち親方を充てないこととし、この規定は1978年1月場所まで続いた。このときの当初の構想では年寄以外からも適任者を任命するというものであったがこれは実現しなかった。
かつては、年寄名跡を借用している年寄でもこの職務に就任することができたが、現在は、原則として年寄名跡を正式取得している年寄しか就任できなくなっている。横綱・大関経験者は引退の時点で委員待遇を受けているため、名跡を取得している親方の中には引退から数年で勝負審判に選任されるケースもあり、芝田山親方（元横綱・大乃国）は5年期限の年寄・大乃国時代に勝負審判に選任されている（就任から間もなく芝田山を襲名したため、大乃国親方としての出場は1場所のみだった）。役員経験者の年寄は大抵腰掛けの形で審判委員を務めるが、玉ノ井親方（元大関・栃東）のように審判委員を経ずに副理事に昇格したケースもある（玉ノ井親方は副理事退任後の2018年3月に、委員に降格し審判委員となった）。
1945年の6月場所では、空襲が激しく物資が不足していたため勝負検査役は国民服姿であったという。

## 現在の勝負審判一覧
（2025年2月1日現在。編成担当の年寄は記載しない）
| 役職         | 年寄名   | 最高位・四股名 | 所属部屋     | 備考                 |
| ------------ | -------- | -------------- | ------------ | -------------------- |
| 審判部長     | 高田川   | 関脇・安芸乃島 | 高田川部屋   | 理事、二所ノ関一門   |
| 審判部副部長 | 粂川     | 小結・琴稲妻   | 佐渡ヶ嶽部屋 | 副理事、二所ノ関一門 |
| 審判部副部長 | 九重     | 大関・千代大海 | 九重部屋     | 役員待遇、高砂一門   |
| 審判部委員   | 大鳴戸   | 大関・出島     | 藤島部屋     | 出羽海一門           |
| 審判部委員   | 二子山   | 大関・雅山     | 二子山部屋   | 出羽海一門           |
| 審判部委員   | 雷       | 小結・垣添     | 雷部屋       | 出羽海一門           |
| 審判部委員   | 武隈     | 大関・豪栄道   | 武隈部屋     | 出羽海一門           |
| 審判部委員   | 清見潟   | 関脇・栃煌山   | 春日野部屋   | 出羽海一門           |
| 審判部委員   | 鳴戸     | 大関・琴欧洲   | 鳴戸部屋     | 二所ノ関一門         |
| 審判部委員   | 放駒     | 関脇・玉乃島   | 放駒部屋     | 二所ノ関一門         |
| 審判部委員   | 二所ノ関 | 横綱・稀勢の里 | 二所ノ関部屋 | 二所ノ関一門         |
| 審判部委員   | 秀ノ山   | 大関・琴奨菊   | 秀ノ山部屋   | 二所ノ関一門         |
| 審判部委員   | 立川     | 関脇・土佐ノ海 | 伊勢ノ海部屋 | 時津風一門           |
| 審判部委員   | 浦風     | 前1・敷島      | 荒汐部屋     | 時津風一門           |
| 審判部委員   | 時津風   | 前1・土佐豊    | 時津風部屋   | 時津風一門           |
| 審判部委員   | 音羽山   | 横綱・鶴竜     | 音羽山部屋   | 時津風一門           |
| 審判部委員   | 谷川     | 関脇・北勝力   | 九重部屋     | 高砂一門             |
| 審判部委員   | 東関     | 小結・高見盛   | 八角部屋     | 高砂一門             |
| 審判部委員   | 高砂     | 関脇・朝赤龍   | 高砂部屋     | 高砂一門             |
| 審判部委員   | 玉垣     | 小結・智ノ花   | 大島部屋     | 伊勢ヶ濱一門         |
| 審判部委員   | 大島     | 関脇・旭天鵬   | 大島部屋     | 伊勢ヶ濱一門         |
| 審判部委員   | 安治川   | 関脇・安美錦   | 安治川部屋   | 伊勢ヶ濱一門         |
| 審判部委員   | 楯山     | 前6・誉富士    | 伊勢ヶ濱部屋 | 伊勢ヶ濱一門         |

## 歴代審判

### 審判部長・副部長
- ここでは1968年の機構改正に伴い、勝負検査役から審判委員に名称が変わって以降の審判部長・副部長を記す。名前は就任当初のものを記した。勝負検査役と称されていた時代は現在でいう審判長席に理事長を含む協会取締の親方が座っていた時期もあったが、機構改正直前は検査役の中から1人が審判長席に座っていた。
- 原則は審判部長が1人で、副部長が2人でこの3人のローテーションで十両土俵入り後→幕内前半→幕内後半と審判長を務める形になっているが、理事から審判部長が複数出た場合は副部長の人数が減る。1992年2月〜1994年1月の様に理事から審判部長が3人選出された為、副部長は設置されなかったケースもあり、審判部長が2人の場合は副部長が1人になるパターンになる（現在設置されている編成担当の審判部長、副部長は含まない）。
- また、監事→副理事や役員待遇から理事に就任した為、審判部長と副部長の陣容が変わっていないのに副部長からそのまま部長に昇格したケースもある（1974年の役員改選で出羽海（佐田の山）が監事→理事、1986年の役員改選で九重（北の富士）が役員待遇→理事となった為、審判部長と副部長の陣容は変わっていなかったが、理事就任により肩書きが副部長から部長に昇格した、ただし、後述の通りいずれも部長昇格前から務めていた部長が在籍していた為、責任部長では無かった。1982年の役員改選で役員待遇→理事となり、副部長から部長に昇格した鏡山（柏戸）の場合は、部長昇格と同時にそれまでの部長だった高砂（朝潮）が審判部から外れた為に、高砂から審判部長を継承した形となった）。
- 審判部長が複数になった場合は上位に記載された方の親方が責任部長という形になっていて（基本は理事就任が先の親方が上位になるが、2010年の役員改選で九重（千代の富士）と友綱（魁輝）が審判部長に就任した際は友綱の方が先に理事に就任しているにもかかわらず、九重が責任部長という形になっている）、上位に記載されない親方は実質は副部長の形になっている（理事の為、部長という形を取っているパターン。現在設置されている編成担当の審判部長は含まない）。

| 就任期間               | 審判部長                  | 最高位・四股名                       | 審判部副部長                 | 最高位・四股名                                                             |
| ---------------------- | ------------------------- | ------------------------------------ | ---------------------------- | -------------------------------------------------------------------------- |
| 1968年2月 - 1972年1月  | 春日野 宮城野             | 横綱・栃錦 横綱・吉葉山              | 不在                         | 不在                                                                       |
| 1972年2月 - 1974年1月  | 高砂                      | 横綱・朝潮                           | 出羽海 二子山                | 横綱・佐田の山（監事） 横綱・初代若乃花（役員待遇）                        |
| 1974年2月 - 1976年1月  | 高砂 出羽海               | 横綱・朝潮 横綱・佐田の山            | 二子山                       | 横綱・初代若乃花（役員待遇）                                               |
| 1976年2月 - 1978年1月  | 高砂                      | 横綱・朝潮                           | 鏡山 大鵬                    | 横綱・柏戸（役員待遇） 横綱・大鵬（役員待遇）                              |
| 1978年2月 - 1982年1月  | 高砂                      | 横綱・朝潮                           | 鏡山 中立                    | 横綱・柏戸（役員待遇） 横綱・栃ノ海（役員待遇）                            |
| 1982年2月 - 1982年11月 | 鏡山                      | 横綱・柏戸                           | 中立 九重                    | 横綱・栃ノ海（役員待遇） 横綱・北の富士（役員待遇）                        |
| 1982年11月 - 1984年1月 | 鏡山                      | 横綱・柏戸                           | 中立                         | 横綱・栃ノ海（役員待遇）                                                   |
| 1984年2月 - 1986年1月  | 鏡山                      | 横綱・柏戸                           | 九重 佐渡ヶ嶽                | 横綱・北の富士（役員待遇） 横綱・琴櫻（役員待遇）                          |
| 1986年2月 - 1988年1月  | 鏡山 九重                 | 横綱・柏戸 横綱・北の富士            | 佐渡ヶ嶽                     | 横綱・琴櫻（監事）                                                         |
| 1988年2月 - 1992年1月  | 鏡山 九重                 | 横綱・柏戸 横綱・北の富士            | 北の湖                       | 横綱・北の湖（監事）                                                       |
| 1992年2月 - 1994年1月  | 鏡山 九重 佐渡ヶ嶽        | 横綱・柏戸 横綱・北の富士 横綱・琴櫻 | 不在                         | 不在                                                                       |
| 1994年2月 - 1996年1月  | 佐渡ヶ嶽                  | 横綱・琴櫻                           | 北の湖 九重                  | 横綱・北の湖（監事） 横綱・千代の富士（役員待遇）                          |
| 1996年2月 - 2000年1月  | 佐渡ヶ嶽                  | 横綱・琴櫻                           | 武蔵川 九重                  | 横綱・三重ノ海（監事） 横綱・千代の富士（役員待遇）                        |
| 2000年2月 - 2002年1月  | 境川                      | 横綱・佐田の山                       | 武蔵川 九重                  | 横綱・三重ノ海（監事） 横綱・千代の富士（役員待遇）                        |
| 2002年1月 - 2004年1月  | 二子山                    | 大関・貴ノ花                         | 三保ヶ関 九重                | 大関・増位山（監事） 横綱・千代の富士（役員待遇）                          |
| 2004年2月 - 2006年1月  | 押尾川                    | 大関・大麒麟                         | 三保ヶ関 九重                | 大関・増位山（監事） 横綱・千代の富士（役員待遇）                          |
| 2006年2月 - 2008年1月  | 放駒                      | 大関・魁傑                           | 三保ヶ関 九重                | 大関・増位山（監事） 横綱・千代の富士（役員待遇）                          |
| 2008年2月 - 2009年2月  | 放駒                      | 大関・魁傑                           | 三保ヶ関 貴乃花              | 大関・増位山（監事→副理事） 横綱・貴乃花（役員待遇）                       |
| 2009年2月 - 2010年1月  | 放駒                      | 大関・魁傑                           | 三保ヶ関 高砂                | 大関・増位山（副理事） 大関・朝潮（役員待遇）                              |
| 2010年2月 - 8月        | 九重 友綱                 | 横綱・千代の富士 関脇・魁輝          | 三保ヶ関                     | 大関・増位山（副理事）                                                     |
| 2010年9月 - 2012年1月  | 貴乃花                    | 横綱・貴乃花                         | 三保ヶ関 中村                | 大関・増位山（副理事） 関脇・富士櫻（副理事）                              |
| 2012年2月 - 2013年1月  | 鏡山                      | 関脇・多賀竜                         | 松ヶ根 朝日山                | 大関・若嶋津（副理事） 大関・大受（役員待遇）                              |
| 2013年2月 - 2014年4月  | 鏡山 伊勢ヶ濱             | 関脇・多賀竜 横綱・旭富士            | 朝日山                       | 大関・大受（役員待遇）                                                     |
| 2014年4月 - 2015年1月  | 伊勢ヶ濱                  | 横綱・旭富士                         | 井筒 朝日山                  | 関脇・逆鉾（副理事） 大関・大受（役員待遇）                                |
| 2015年2月 - 2016年3月  | 伊勢ヶ濱                  | 横綱・旭富士                         | 井筒 藤島                    | 関脇・逆鉾（副理事） 大関・武双山（役員待遇）                              |
| 2016年3月 - 2017年1月  | 二所ノ関                  | 大関・若嶋津                         | 藤島 友綱                    | 大関・武双山（副理事） 関脇・魁輝（役員待遇）                              |
| 2017年1月 - 3月        | 二所ノ関                  | 大関・若嶋津                         | 藤島 友綱 山科               | 大関・武双山（副理事） 関脇・魁輝（役員待遇） 小結・大錦（役員待遇）       |
| 2017年4月 - 2018年3月  | 二所ノ関                  | 大関・若嶋津                         | 藤島 山科                    | 大関・武双山（副理事） 小結・大錦（役員待遇）                              |
| 2018年3月 -2019年9月   | 阿武松                    | 関脇・益荒雄                         | 藤島 錦戸 高田川             | 大関・武双山（副理事） 関脇・水戸泉（役員待遇） 関脇・安芸乃島（役員待遇） |
| 2019年11月 - 2020年3月 | 不在                      | 不在                                 | 藤島 錦戸 高田川             | 大関・武双山（副理事） 関脇・水戸泉（役員待遇） 関脇・安芸乃島（役員待遇） |
| 2020年3月 - 2022年3月  | 伊勢ヶ濱 花籠（編成担当） | 横綱・旭富士 関脇・太寿山            | 藤島（編成担当） 高田川 錦戸 | 大関・武双山（副理事） 関脇・安芸乃島（副理事） 関脇・水戸泉（役員待遇）   |
| 2022年3月 - 2022年12月 | 伊勢ヶ濱 佐渡ヶ嶽         | 横綱・旭富士 関脇・琴ノ若            | 藤島（編成担当） 粂川        | 大関・武双山（副理事） 小結・琴稲妻（副理事）                              |
| 2023年1月 - 2023年1月  | 佐渡ヶ嶽                  | 関脇・琴ノ若                         | 藤島（編成担当） 粂川        | 大関・武双山（副理事） 小結・琴稲妻（副理事）                              |
| 2023年2月 - 2024年3月  | 佐渡ヶ嶽                  | 関脇・琴ノ若                         | 藤島（編成担当） 粂川 浅香山 | 大関・武双山（副理事） 小結・琴稲妻（副理事） 大関・魁皇（役員待遇）       |
| 2024年3月 -            | 高田川                    | 関脇・安芸乃島                       | 藤島（編成担当） 粂川 九重   | 大関・武双山（副理事） 小結・琴稲妻（副理事） 大関・千代大海（役員待遇）   |

### 勝負検査役
| 現役名           | 最高位     | 年寄名                | 在任期間        | 備考                           |
| ---------------- | ---------- | --------------------- | --------------- | ------------------------------ |
| 鯱ノ海           | 小結       | 6代関ノ戸             | 1885年 - 1900年 |                                |
| 両國(梅ヶ枝)     | 関脇       | 3代伊勢ヶ濱           | 1886年 - 1893年 |                                |
| 房ヶ崎           | 前頭筆頭   | 7代佐野山             | 1886年 - 1890年 |                                |
| 大纒             | 関脇       | 8代出来山             | 1888年 - 1889年 | 1889年12月2日死去              |
| 浦湊             | 関脇       | 8代浦風               | 1888年 - 1895年 |                                |
| 志貴ノ海         | 前頭筆頭   | 5代清見潟             | 1888年 - 1889年 |                                |
| 高千穂           | 小結       | 7代玉ノ井             | 1889年 - 1893年 |                                |
| 高見山           | 関脇       | 5代阿武松             | 1890年 - 1898年 |                                |
| 勝山             | 前頭5枚目  | 2代尾車               | 1891年 - 1896年 | 1896年11月死去                 |
| 上ヶ汐           | 前頭筆頭   | 7代若藤               | 1891年 - 1893年 |                                |
| 志貴ノ海         | 前頭筆頭   | 5代清見潟             | 1891年 - 1892年 | 再任                           |
| 大鳴門(大関)     | 大関       | 2代八角               | 1892年 - 1908年 |                                |
| 劒山(1852年生)   | 大関       | 11代武蔵川            | 1893年 - 1905年 |                                |
| 柏戸             | 前頭2枚目  | 8代伊勢ノ海           | 1894年 - 1905年 |                                |
| 志貴ノ海         | 前頭筆頭   | 5代清見潟             | 1894年 - 1896年 | 再任                           |
| 初代海山         | 前頭筆頭   | 6代友綱               | 1896年 - 1905年 |                                |
| 上ヶ汐           | 前頭筆頭   | 7代若藤               | 1896年 - 1903年 | 再任、1903年8月死去            |
| 初代西ノ海       | 第16代横綱 | 7代井筒               | 1897年 - 1905年 |                                |
| 志貴ノ海         | 前頭筆頭   | 5代清見潟             | 1898年 - 1899年 | 再任                           |
| 大戸平           | 大関       | 3代尾車               | 1899年 - 1905年 |                                |
| 小錦             | 第17代横綱 | 6代二十山             | 1901年 - 1905年 |                                |
| 鳳凰             | 大関       | 5代宮城野             | 1904年 - 1905年 |                                |
| 大見嵜           | 前頭2枚目  | 6代阿武松             | 1905年 - 1920年 | 検査役総入替で就任             |
| 千年川           | 小結       | 5代立田山             | 1905年 - 1907年 | 検査役総入替で就任             |
| 司天龍           | 小結       | 7代中立               | 1905年          | 検査役総入替で就任             |
| 2代木村銀治郎    | 行司       | 2代峰崎               | 1905年          | 検査役総入替で就任             |
| 勢力             | 十両筆頭   | 6代清見潟             | 1905年 - 1908年 | 検査役総入替で就任             |
| 荒玉             | 幕下12枚目 | 8代熊ヶ谷             | 1905年 - 1910年 | 検査役総入替で就任             |
| 志子ヶ嶽         | 十両6枚目  | 2代君ヶ濱             | 1905年          | 検査役総入替で就任             |
| 初代西ノ海       | 第16代横綱 | 7代井筒               | 1905年 - 1908年 | 再任、1908年11月30日死去       |
| 小錦(横綱)       | 第17代横綱 | 6代二十山             | 1905年 - 1911年 | 再任                           |
| 大鳴門(大関)     | 大関       | 2代八角               | 1905年 - 1908年 | 再任、1908年1月15日死去        |
| 劒山(1852年生)   | 大関       | 11代武蔵川            | 1905年 - 1909年 | 再任                           |
| 初代海山         | 前頭筆頭   | 6代友綱               | 1905年 - 1909年 | 再任                           |
| 大戸平           | 大関       | 3代尾車               | 1905年 - 1911年 | 再任                           |
| 荒玉             | 幕下12枚目 | 8代熊ヶ谷             | 1906年 - 1911年 | 再任                           |
| 小松山           | 前頭2枚目  | 9代浦風               | 1907年 - 1916年 |                                |
| 大砲             | 第18代横綱 | 7代待乳山             | 1908年 - 1918年 | 1918年5月死去                  |
| 初代朝汐         | 大関       | 8代佐ノ山             | 1909年 - 1915年 |                                |
| 逆鉾             | 関脇       | 9代関ノ戸             | 1909年 - 1911年 |                                |
| 荒岩             | 大関       | 8代花籠               | 1909年 - 1911年 |                                |
| 志子ヶ嶽         | 十両6枚目  | 2代君ヶ濱             | 1909年 - 1910年 | 再任                           |
| 2代海山          | 関脇       | 5代二所ノ関           | 1910年 - 1911年 |                                |
| 千年川           | 小結       | 5代立田山             | 1911年 - 1912年 | 再任                           |
| 両國(國岩)       | 小結       | 12代入間川            | 1911年 - 1921年 |                                |
| 鶴ヶ濱           | 前頭3枚目  | 4代伊勢ヶ濱           | 1911年 - 1918年 |                                |
| 稲川             | 関脇       | 5代稲川               | 1911年 - 1912年 |                                |
| 志子ヶ嶽         | 十両6枚目  | 2代君ヶ濱             | 1911年 - 1912年 | 再任                           |
| 荒玉             | 幕下12枚目 | 8代熊ヶ谷             | 1912年 - 1919年 | 再任                           |
| 2代海山          | 関脇       | 5代二所ノ関           | 1912年 - 1922年 | 再任                           |
| 大戸平           | 大関       | 3代尾車               | 1912年 - 1916年 | 再任                           |
| 荒岩             | 大関       | 8代花籠               | 1912年 - 1920年 | 再任、1920年9月死去            |
| 逆鉾             | 関脇       | 9代関ノ戸             | 1915年 - 1919年 | 再任                           |
| 2代木村銀治郎    | 行司       | 2代峰崎               | 1916年 - 1922年 | 再任、1922年9月死去            |
| 2代梅ヶ谷        | 第20代横綱 | 11代雷                | 1916年 - 1921年 |                                |
| 柏戸(1881年生)   | 小結       | 9代伊勢ノ海           | 1917年 - 1927年 |                                |
| 2代西ノ海        | 第25代横綱 | 9代井筒               | 1919年 - 1923年 |                                |
| 伊勢ノ濱         | 大関       | 7代中立               | 1919年 - 1923年 |                                |
| 小錦(1887年生)   | 小結       | 7代二十山             | 1920年 - 1929年 |                                |
| 綾浪             | 関脇       | 8代湊川               | 1920年 - 1923年 |                                |
| 小常陸           | 関脇       | 7代秀ノ山             | 1921年 - 1923年 |                                |
| 2代朝潮          | 大関       | 3代高砂               | 1921年 - 1923年 |                                |
| 鳳               | 第24代横綱 | 7代宮城野             | 1921年 - 1926年 |                                |
| 緑嶌             | 小結       | 4代立浪               | 1923年 - 1930年 |                                |
| 八嶌山           | 前頭2枚目  | 4代浅香山             | 1923年 - 1925年 |                                |
| 浦ノ濱           | 関脇       | 10代浦風              | 1923年 - 1924年 |                                |
| 大鳴門(1887年生) | 関脇       | 3代八角               | 1923年 - 1926年 |                                |
| 上ヶ汐           | 前頭3枚目  | 8代若藤               | 1923年 - 1924年 |                                |
| 黒瀬川           | 関脇       | 7代谷川               | 1923年 - 1926年 |                                |
| 大蛇潟           | 関脇       | 8代錦島               | 1923年 - 1930年 |                                |
| 柏山             | 前頭7枚目  | 8代山科               | 1924年 - 1933年 |                                |
| 浪ノ音           | 関脇       | 11代振分              | 1924年 - 1926年 |                                |
| 綾浪             | 関脇       | 8代湊川               | 1924年 - 1926年 | 再任                           |
| 伊勢ノ濱         | 大関       | 7代中立               | 1924年 - 1926年 | 再任                           |
| 2代海山          | 関脇       | 5代二所ノ関           | 1924年 - 1927年 | 再任                           |
| 千葉ヶ嵜         | 大関       | 10代玉ノ井            | 1925年 - 1926年 |                                |
| 碇潟             | 前頭4枚目  | 9代佐ノ山             | 1926年          |                                |
| 八嶌山           | 前頭2枚目  | 4代浅香山             | 1926年 - 1927年 | 再任、1927年5月死去            |
| 栃木山           | 第27代横綱 | 8代春日野             | 1927年 - 1932年 | 理事兼任                       |
| 大門岩           | 関脇       | 9代山分               | 1927年 - 1938年 |                                |
| 二夕瀬川         | 大関       | 13代朝日山            | 1927年 - 1931年 |                                |
| 大門             | 大関       | 12代陣幕              | 1927年 - 1938年 | 1938年6月死去                  |
| 早瀬川           | 関脇       | 3代高田川             | 1927年          |                                |
| 千葉ヶ嵜         | 大関       | 10代玉ノ井            | 1927年 - 1933年 | 再任、1933年1月死去            |
| 小常陸           | 関脇       | 7代秀ノ山             | 1927年          | 再任                           |
| 浪ノ音           | 関脇       | 11代振分              | 1927年 - 1929年 | 再任                           |
| 響矢             | 大関       | 11代岩友              | 1928年 - 1930年 | 1930年5月死去                  |
| 鳳               | 第24代横綱 | 7代宮城野             | 1928年 - 1935年 | 再任                           |
| 太刀光           | 大関       | 8代鳴戸               | 1929年 - 1939年 |                                |
| 両國(勇治郎)     | 関脇       | 9代武隈               | 1929年 - 1931年 |                                |
| 清瀬川           | 関脇       | 5代伊勢ヶ濱           | 1930年 - 1940年 |                                |
| 三杦磯           | 関脇       | 9代花籠               | 1930年 - 1944年 |                                |
| 常ノ花           | 第31代横綱 | 9代藤嶋               | 1931年 - 1932年 |                                |
| 豊國             | 大関       | 8代九重               | 1931年 - 1936年 |                                |
| 常陸岩           | 大関       | 9代境川               | 1932年 - 1933年 |                                |
| 上ヶ汐           | 前頭3枚目  | 8代若藤               | 1932年 - 1935年 | 再任                           |
| 小錦(1887年生)   | 小結       | 7代二十山             | 1933年 - 1934年 | 再任                           |
| 若常陸           | 前頭筆頭   | 8代秀ノ山             | 1933年 - 1940年 |                                |
| 土州山(役太郎)   | 前頭筆頭   | 8代二子山             | 1933年 - 1934年 |                                |
| 宮城山           | 第29代横綱 | 6代芝田山             | 1934年 - 1943年 | 1943年11月19日死去             |
| 常陸嶽           | 前頭2枚目  | 11代竹縄              | 1934年 - 1940年 |                                |
| 星甲             | 前頭2枚目  | 10代井筒              | 1934年 - 1938年 |                                |
| 大蛇山           | 前頭筆頭   | 9代錦島               | 1935年 - 1938年 |                                |
| 八甲山           | 前頭4枚目  | 8代高島               | 1935年 - 1938年 |                                |
| 土州山(役太郎)   | 前頭筆頭   | 8代二子山             | 1935年 - 1942年 | 再任                           |
| 吉野山           | 前頭筆頭   | 8代中川               | 1937年 - 1946年 |                                |
| 能代潟           | 大関       | 9代立田山             | 1938年 - 1947年 |                                |
| 新海             | 関脇       | 9代荒磯               | 1939年 - 1946年 |                                |
| 阿久津川         | 前頭筆頭   | 10代佐渡ヶ嶽          | 1939年 - 1940年 |                                |
| 鏡岩             | 大関       | 8代粂川               | 1940年 - 1946年 |                                |
| 清水川           | 大関       | 8代追手風             | 1940年 - 1946年 |                                |
| 高登             | 関脇       | 10代大山              | 1940年 - 1949年 |                                |
| 大戸平           | 関脇       | 4代尾車               | 1940年 - 1945年 |                                |
| 武蔵山           | 第33代横綱 | 10代出来山 →7代不知火 | 1940年 - 1945年 | 1945年11月廃業                 |
| 和歌嶌           | 小結       | 8代関ノ戸             | 1940年 - 1942年 |                                |
| 幡瀬川           | 関脇       | 10代千賀ノ浦 →9代楯山 | 1941年 - 1949年 |                                |
| 出羽ノ花         | 前頭筆頭   | 13代武蔵川            | 1942年 - 1947年 |                                |
| 大八洲           | 前頭10枚目 | 10代白玉              | 1942年 - 1950年 |                                |
| 旭川             | 関脇       | 15代玉垣              | 1944年 - 1946年 |                                |
| 土州山(好一郎)   | 前頭4枚目  | 11代大嶽              | 1944年 - 1947年 |                                |
| 大潮             | 関脇       | 4代陸奥               | 1946年 - 1952年 |                                |
| 若港             | 前頭3枚目  | 5代富士ヶ根           | 1946年 - 1951年 |                                |
| 天城山           | 前頭17枚目 | 9代東関               | 1946年 - 1947年 |                                |
| 太郎山           | 前頭5枚目  | 11代浦風              | 1946年 - 1954年 |                                |
| 玉ノ海           | 関脇       | 7代二所ノ関           | 1946年 - 1947年 |                                |
| 土州山(役太郎)   | 前頭筆頭   | 8代二子山             | 1946年 - 1947年 | 再任                           |
| 綾曻             | 関脇       | 12代千賀ノ浦          | 1947年 - 1949年 |                                |
| 笠置山           | 関脇       | 10代秀ノ山            | 1947年 - 1959年 |                                |
| 双葉山           | 第35代横綱 | 12代時津風            | 1947年 - 1957年 | 理事兼任                       |
| 巴潟             | 小結       | 初代安治川 →9代高嶋   | 1947年 - 1954年 |                                |
| 海光山           | 前頭2枚目  | 9代枝川 →5代高田川    | 1947年 - 1950年 |                                |
| 安藝ノ海         | 第37代横綱 | 10代藤嶋              | 1949年 - 1952年 |                                |
| 初代鶴ヶ嶺       | 前頭2枚目  | 11代井筒              | 1949年 - 1958年 |                                |
| 鯱ノ里           | 前頭3枚目  | 4代西岩               | 1949年 - 1951年 |                                |
| 二瀬川           | 関脇       | 14代朝日山            | 1949年 - 1959年 | 1959年8月22日死去              |
| 両國 (瓊ノ浦)    | 関脇       | 10代待乳山            | 1950年 - 1959年 | 1959年11月23日死去             |
| 2代土州山        | 前頭4枚目  | 11代大嶽              | 1950年 - 1952年 | 再任                           |
| 前田山           | 第39代横綱 | 4代高砂               | 1951年 - 1954年 |                                |
| 増位山(大志郎)   | 大関       | 9代三保ヶ関           | 1952年 - 1965年 |                                |
| 柏戸(秀剛)       | 前頭筆頭   | 10代伊勢ノ海          | 1952年 - 1962年 |                                |
| 十勝岩           | 前頭筆頭   | 10代湊川              | 1952年 - 1966年 |                                |
| 清水川           | 大関       | 8代追手風             | 1952年 - 1958年 | 再任                           |
| 高登             | 関脇       | 10代大山              | 1953年 - 1960年 | 再任                           |
| 汐ノ海           | 大関       | 13代出来山            | 1954年 - 1966年 |                                |
| 羽黒山           | 第36代横綱 | 5代立浪               | 1954年 - 1956年 |                                |
| 照國             | 第38代横綱 | 10代荒磯              | 1954年 - 1958年 |                                |
| 鯱ノ里           | 前頭3枚目  | 4代西岩 →9代若松      | 1954年 - 1960年 | 再任                           |
| 錦華山           | 前頭2枚目  | 15代小野川            | 1956年 - 1958年 |                                |
| 不動岩           | 関脇       | 9代粂川               | 1956年 - 1959年 |                                |
| 名寄岩           | 大関       | 15代春日山            | 1956年 - 1966年 |                                |
| 大ノ海           | 前頭3枚目  | 11代花籠              | 1956年 - 1958年 |                                |
| 神東山           | 前頭4枚目  | 15代岩友              | 1958年 - 1961年 |                                |
| 小松山           | 前頭3枚目  | 8代甲山               | 1958年 - 1967年 |                                |
| 琴錦             | 小結       | 11代佐渡ヶ嶽          | 1958年 - 1963年 | 佐渡ヶ嶽部屋フグ中毒事件で辞職 |
| 鏡里             | 第42代横綱 | 一代鏡里              | 1959年 - 1960年 |                                |
| 吉葉山           | 第43代横綱 | 一代吉葉山 →8代宮城野 | 1959年 - 1968年 |                                |
| 朝若             | 前頭21枚目 | 6代高田川             | 1960年 - 1962年 |                                |
| 備州山           | 関脇       | 15代桐山              | 1959年 - 1962年 | 1962年3月19日死去              |
| 宮錦             | 小結       | 10代芝田山            | 1960年 - 1967年 |                                |
| 高津山           | 関脇       | 15代朝日山            | 1960年 - 1963年 | 1963年5月28日死去              |
| 大内山           | 大関       | 11代錣山 →10代立田山  | 1960年 - 1968年 | 機構改正に伴い審判委員に就任   |
| 千代の山         | 第41代横綱 | 11代九重              | 1960年 - 1962年 |                                |
| 栃錦             | 第44代横綱 | 9代春日野             | 1961年 - 1962年 |                                |
| 八方山           | 前頭筆頭   | 9代不知火             | 1962年 - 1968年 | 機構改正に伴い審判委員に就任   |
| 若葉山           | 小結       | 12代錣山              | 1962年 - 1968年 |                                |
| 國登             | 小結       | 11代佐ノ山            | 1962年 - 1968年 | 機構改正に伴い審判委員に就任   |
| 若瀬川           | 小結       | 8代浅香山             | 1962年 - 1968年 | 機構改正に伴い審判委員に就任   |
| 神東山           | 前頭4枚目  | 15代岩友              | 1962年 - 1968年 | 再任                           |
| 羽嶋山           | 関脇       | 8代松ヶ根             | 1964年 - 1968年 | 機構改正に伴い審判委員に就任   |
| 潮錦             | 小結       | 8代式守秀五郎         | 1964年 - 1968年 | 機構改正に伴い審判委員に就任   |
| 朝潮             | 第46代横綱 | 13代振分              | 1964年 - 1968年 | 機構改正に伴い審判委員に就任   |
| 三根山           | 大関       | 10代高嶋              | 1964年 - 1968年 |                                |
| 二瀬山           | 前頭2枚目  | 16代朝日山            | 1964年 - 1968年 |                                |
| 琴ヶ濱           | 大関       | 6代尾車               | 1964年 - 1966年 |                                |
| 若乃花           | 第45代横綱 | 10代二子山            | 1964年 - 1968年 |                                |
| 出羽湊           | 前頭筆頭   | 11代藤嶋              | 1965年 - 1968年 |                                |
| 出羽錦           | 関脇       | 12代田子ノ浦          | 1966年 - 1968年 | 機構改正に伴い審判委員に就任   |
| 時津山           | 関脇       | 14代押尾川            | 1966年 - 1968年 | 機構改正に伴い審判委員に就任   |
| 玉乃海           | 関脇       | 12代片男波            | 1966年 - 1968年 |                                |
| 琴錦             | 小結       | 11代佐渡ヶ嶽          | 1966年 - 1968年 | 再任                           |
| 松登             | 大関       | 11代大山              | 1967年 - 1968年 |                                |
| 北葉山           | 大関       | 11代枝川              | 1967年 - 1968年 | 機構改正に伴い審判委員に就任   |

### 審判委員
就任場所は審判部所属になって最初の場所、最終場所は審判部から外れる、もしくは審判部副部長に昇進する直前の場所を記載した。
- 現役名太字は後に審判部長か副部長を経験、もしくは元審判部長・副部長。現役名は50音順に並び替えができる。
- 年寄名、所属部屋、所属一門は審判委員在任中のものを記した。
- 最終場所○印は直後に審判部副部長に昇進。

|  | 2025年2月1日（2025年3月場所）現在在任中 |

| 現役名         | 最高位     | 年寄名                   | 就任場所              | 最終場所        | 所属部屋                 | 所属一門                                     |                                                                                      |
| -------------- | ---------- | ------------------------ | --------------------- | --------------- | ------------------------ | -------------------------------------------- | ------------------------------------------------------------------------------------ |
| 大内山         | 大関       | 10代立田山               | 元勝負検査役          | 1971年1月場所   | 時津風部屋 →立田川部屋   | 時津風一門                                   |                                                                                      |
| 八方山         | 前頭筆頭   | 9代不知火                | 元勝負検査役          | 1970年1月場所   | 出羽海部屋               | 出羽海一門                                   |                                                                                      |
| 若瀬川         | 小結       | 8代浅香山                | 元勝負検査役          | 1970年1月場所   | 伊勢ヶ濱部屋             | 立浪・伊勢ヶ濱連合                           |                                                                                      |
| 國登           | 小結       | 11代佐ノ山               | 元勝負検査役          | 1980年11月場所  | 高砂部屋                 | 高砂一門                                     | 泥酔のまま勝負審判を務めたため解任。                                                 |
| 3代朝潮        | 第46代横綱 | 13代振分                 | 元勝負検査役          | 1971年7月場所   | 高砂部屋                 | 高砂一門                                     | 高砂部屋継承により退任。                                                             |
| 羽嶋山         | 関脇       | 8代松ヶ根                | 元勝負検査役          | 1980年1月場所   | 出羽海部屋               | 出羽海一門                                   |                                                                                      |
| 潮錦           | 小結       | 8代式守秀五郎            | 元勝負検査役          | 1986年1月場所   | 時津風部屋 →立田川部屋   | 時津風一門                                   |                                                                                      |
| 出羽錦         | 関脇       | 12代田子ノ浦             | 元勝負検査役          | 1984年1月場所   | 出羽海部屋               | 出羽海一門                                   |                                                                                      |
| 時津山         | 関脇       | 14代押尾川               | 元勝負検査役          | 1968年11月場所  | 立浪部屋                 | 立浪・伊勢ヶ濱連合                           | 1968年11月21日に死去。                                                               |
| 北葉山         | 大関       | 11代枝川                 | 元勝負検査役          | 1994年1月場所   | 時津風部屋               | 時津風一門                                   |                                                                                      |
| 羽黒山         | 関脇       | 9代追手風                | 1968年3月場所         | 1969年9月場所   | 立浪部屋                 | 立浪・伊勢ヶ濱連合                           | 立浪部屋継承により退任。                                                             |
| 北の洋         | 関脇       | 11代武隈                 | 1968年3月場所         | 1972年1月場所   | 立浪部屋                 | 立浪・伊勢ヶ濱連合                           |                                                                                      |
| 鶴ヶ嶺         | 関脇       | 8代君ヶ濱                | 1968年3月場所         | 1972年3月場所   | 井筒部屋                 | 時津風一門                                   | 君ヶ濱部屋独立のため退任。                                                           |
| 宮錦           | 小結       | 10代芝田山               | 1968年3月場所         | 1974年1月場所   | 高砂部屋                 | 高砂一門                                     | 勝負検査役経験者                                                                     |
| 栃光           | 大関       | 15代千賀ノ浦             | 1968年3月場所         | 1977年1月場所   | 春日野部屋               | 出羽海一門                                   |                                                                                      |
| 栃ノ海         | 第49代横綱 | 9代中立                  | 1968年3月場所         | 1978年1月場所○  | 春日野部屋               | 出羽海一門                                   | 1978年3月場所から審判部副部長に昇進。                                                |
| 嶋錦           | 前頭筆頭   | 16代陣幕                 | 1968年3月場所         | 1978年1月場所   | 高砂部屋                 | 高砂一門                                     |                                                                                      |
| 若ノ海         | 小結       | 15代音羽山               | 1968年3月場所         | 1980年1月場所   | 花籠部屋                 | 二所ノ関一門                                 |                                                                                      |
| 琴ヶ濱         | 大関       | 6代尾車                  | 1968年3月場所         | 1981年1月場所   | 佐渡ヶ嶽部屋             | 二所ノ関一門                                 | 勝負検査役経験者                                                                     |
| 大豪           | 関脇       | 11代荒磯                 | 1968年3月場所         | 1982年1月場所   | 花籠部屋                 | 二所ノ関一門                                 |                                                                                      |
| 羽黒花         | 関脇       | 16代玉垣                 | 1969年3月場所         | 1972年1月場所   | 立浪部屋                 | 立浪・伊勢ヶ濱連合                           |                                                                                      |
| 開隆山         | 関脇       | 17代桐山                 | 1970年3月場所         | 1972年1月場所   | 伊勢ヶ濱部屋             | 立浪・伊勢ヶ濱連合                           |                                                                                      |
| 大晃           | 小結       | 11代阿武松               | 1970年3月場所         | 1976年1月場所   | 出羽海部屋               | 出羽海一門                                   |                                                                                      |
| 大昇           | 前頭筆頭   | 12代浦風                 | 1970年3月場所         | 1971年1月場所   | 春日山部屋               | 立浪・伊勢ヶ濱連合                           | 春日山部屋継承により退任。                                                           |
| 若葉山         | 小結       | 12代錣山                 | 1971年3月場所         | 1973年1月場所   | 立田川部屋               | 時津風一門                                   | 勝負検査役経験者                                                                     |
| 明武谷         | 関脇       | 7代中村                  | 1971年3月場所         | 1977年1月場所   | 宮城野部屋               | 立浪・伊勢ヶ濱連合                           | 1977年1月場所限りで廃業。                                                            |
| 淺瀬川         | 前頭筆頭   | 13代浦風                 | 1972年3月場所         | 1975年1月場所   | 伊勢ヶ濱部屋             | 立浪・伊勢ヶ濱連合                           | 1975年1月場所限りで廃業。                                                            |
| 廣川           | 小結       | 10代東関                 | 1972年3月場所         | 1977年9月場所   | 宮城野部屋               | 立浪・伊勢ヶ濱連合                           | 宮城野部屋継承により退任。                                                           |
| 緑國           | 前頭9枚目  | 5代八角                  | 1972年3月場所         | 1980年1月場所   | 立浪部屋                 | 立浪・伊勢ヶ濱連合                           |                                                                                      |
| 富士錦         | 小結       | 14代尾上 →6代高砂        | 1972年3月場所         | 1990年1月場所   | 高砂部屋                 | 高砂一門                                     |                                                                                      |
| 双ツ龍         | 前頭筆頭   | 11代粂川                 | 1973年3月場所         | 1988年1月場所   | 時津風部屋               | 時津風一門                                   |                                                                                      |
| 青ノ里         | 関脇       | 9代二十山 →14代立田川    | 1973年3月場所         | 1990年1月場所   | 立田川部屋               | 時津風一門                                   |                                                                                      |
| 房錦           | 関脇       | 10代山響 →10代若松       | 1974年3月場所         | 1980年1月場所   | 若松部屋                 | 高砂一門                                     |                                                                                      |
| 和晃           | 前頭筆頭   | 10代若藤                 | 1975年3月場所         | 1976年1月場所   | 伊勢ヶ濱部屋             | 立浪・伊勢ヶ濱連合                           |                                                                                      |
| 清國           | 大関       | 12代楯山                 | 1976年3月場所         | 1977年3月場所   | 伊勢ヶ濱部屋             | 立浪・伊勢ヶ濱連合                           | 伊勢ヶ濱部屋継承により退任。                                                         |
| 小城ノ花       | 関脇       | 13代高崎                 | 1976年3月場所         | 1978年1月場所   | 出羽海部屋               | 出羽海一門                                   |                                                                                      |
| 大晃           | 小結       | 11代阿武松               | 1977年3月場所         | 1982年1月場所   | 出羽海部屋               | 出羽海一門                                   | 再任                                                                                 |
| 清水川         | 小結       | 16代間垣                 | 1977年3月場所         | 1978年1月場所   | 伊勢ヶ濱部屋             | 立浪・伊勢ヶ濱連合                           |                                                                                      |
| 北の富士       | 第52代横綱 | 12代九重                 | 1978年3月場所         | 1982年1月場所〇 | 九重部屋                 | 高砂一門                                     |                                                                                      |
| 琴櫻           | 第53代横綱 | 12代佐渡ヶ嶽             | 1978年3月場所         | 1984年1月場所〇 | 佐渡ヶ嶽部屋             | 二所ノ関一門                                 |                                                                                      |
| 福の花         | 関脇       | 13代関ノ戸               | 1978年3月場所         | 1988年1月場所   | 出羽海部屋               | 出羽海一門                                   |                                                                                      |
| 若浪           | 小結       | 17代玉垣                 | 1978年3月場所         | 1990年1月場所   | 立浪部屋                 | 立浪・伊勢ヶ濱連合                           |                                                                                      |
| 和晃           | 前頭筆頭   | 10代若藤                 | 1978年3月場所         | 1988年1月場所   | 伊勢ヶ濱部屋             | 立浪・伊勢ヶ濱連合                           | 再任                                                                                 |
| 開隆山         | 関脇       | 17代桐山                 | 1978年3月場所         | 1980年1月場所   | 伊勢ヶ濱部屋             | 立浪・伊勢ヶ濱連合                           | 再任                                                                                 |
| 嶋錦           | 前頭筆頭   | 16代陣幕                 | 1980年3月場所         | 1982年1月場所   | 高砂部屋                 | 高砂一門                                     | 再任                                                                                 |
| 羽黒岩         | 小結       | 14代雷                   | 1980年3月場所         | 1986年1月場所   | 立浪部屋                 | 立浪・伊勢ヶ濱連合                           |                                                                                      |
| 魁傑           | 大関       | 17代放駒                 | 1980年3月場所         | 1992年1月場所   | 花籠部屋 →放駒部屋       | 二所ノ関一門                                 |                                                                                      |
| 栃東(知頼)     | 関脇       | 13代玉ノ井               | 1980年3月場所         | 1994年1月場所   | 春日野部屋 →玉ノ井部屋   | 出羽海一門                                   |                                                                                      |
| 大受           | 大関       | 13代楯山 →18代朝日山     | 1980年3月場所         | 2009年1月場所   | 伊勢ヶ濱部屋 →朝日山部屋 | 立浪・伊勢ヶ濱連合 →立浪一門                 |                                                                                      |
| 長谷川         | 関脇       | 11代秀ノ山               | 1981年3月場所         | 1983年1月場所   | 佐渡ヶ嶽部屋             | 二所ノ関一門                                 |                                                                                      |
| 前の山         | 大関       | 8代高田川                | 1981年3月場所         | 1998年1月場所   | 高田川部屋               | 高砂一門                                     |                                                                                      |
| 二子岳         | 小結       | 12代白玉 →12代荒磯       | 1982年3月場所         | 1993年1月場所   | 二子山部屋               | 二所ノ関一門                                 |                                                                                      |
| 北瀬海         | 関脇       | 10代君ヶ濱               | 1982年3月場所         | 1993年1月場所   | 九重部屋                 | 高砂一門                                     |                                                                                      |
| 三重ノ海       | 第57代横綱 | 14代武蔵川               | 1982年3月場所         | 1994年1月場所   | 武蔵川部屋               | 出羽海一門                                   |                                                                                      |
| 房錦           | 関脇       | 10代若松                 | 1982年3月場所         | 1988年1月場所   | 若松部屋                 | 高砂一門                                     | 再任                                                                                 |
| 輪島           | 第54代横綱 | 12代花籠                 | 1983年3月場所         | 1985年11月場所  | 花籠部屋                 | 二所ノ関一門                                 | 1985年12月に廃業。                                                                   |
| 増位山(太志郎) | 大関       | 18代小野川 →10代三保ヶ関 | 1984年3月場所         | 1987年1月場所   | 三保ヶ関部屋             | 出羽海一門                                   |                                                                                      |
| 貴ノ花         | 大関       | 12代藤島                 | 1984年3月場所         | 1992年1月場所   | 藤島部屋                 | 二所ノ関一門                                 |                                                                                      |
| 黒姫山         | 関脇       | 14代出来山 →17代北陣     | 1986年3月場所         | 1988年1月場所   | 立浪部屋                 | 立浪・伊勢ヶ濱連合                           | 審判委員在任中は借株。                                                               |
| 藤ノ川         | 関脇       | 11代伊勢ノ海             | 1986年3月場所         | 1990年1月場所   | 伊勢ノ海部屋             | 時津風一門                                   |                                                                                      |
| 2代若乃花      | 第56代横綱 | 18代間垣                 | 1986年3月場所         | 1998年1月場所   | 間垣部屋                 | 二所ノ関一門                                 |                                                                                      |
| 北の湖         | 第55代横綱 | 一代北の湖               | 1987年3月場所         | 1988年1月場所○  | 北の湖部屋               | 出羽海一門                                   | 1988年3月場所から審判部副部長に昇進。                                                |
| 増位山(太志郎) | 大関       | 10代三保ヶ関             | 1988年3月場所         | 1994年1月場所   | 三保ヶ関部屋             | 出羽海一門                                   | 再任                                                                                 |
| 鷲羽山         | 関脇       | 11代境川                 | 1988年3月場所         | 1994年1月場所   | 出羽海部屋               | 出羽海一門                                   |                                                                                      |
| 青葉山         | 小結       | 9代浅香山                | 1988年3月場所         | 1994年1月場所   | 木瀬部屋                 | 立浪・伊勢ヶ濱連合                           |                                                                                      |
| 富士櫻         | 関脇       | 10代中村                 | 1988年3月場所         | 1998年1月場所   | 中村部屋                 | 高砂一門                                     |                                                                                      |
| 旭國           | 大関       | 2代大島                  | 1988年3月場所         | 2000年1月場所   | 大島部屋                 | 立浪・伊勢ヶ濱連合                           |                                                                                      |
| 豊山(広光)     | 小結       | 22代湊                   | 1988年3月場所         | 2002年1月場所   | 湊部屋                   | 時津風一門                                   |                                                                                      |
| 高見山         | 関脇       | 12代東関                 | 1990年3月場所         | 1994年1月場所   | 東関部屋                 | 高砂一門                                     | 外国出身初の審判委員。                                                               |
| 大雄           | 前頭筆頭   | 9代甲山                  | 1990年3月場所         | 1999年1月場所   | 甲山部屋                 | 時津風一門                                   |                                                                                      |
| 魁輝           | 関脇       | 10代友綱                 | 1990年3月場所         | 2004年1月場所   | 友綱部屋                 | 立浪・伊勢ヶ濱連合                           |                                                                                      |
| 双津竜         | 小結       | 13代錦島 →15代時津風     | 1990年3月場所         | 2007年5月場所   | 時津風部屋               | 時津風一門                                   |                                                                                      |
| 琴風           | 大関       | 8代尾車                  | 1992年3月場所         | 1994年1月場所   | 尾車部屋                 | 二所ノ関一門                                 |                                                                                      |
| 隆の里         | 第59代横綱 | 13代鳴戸                 | 1992年3月場所         | 2004年1月場所   | 鳴戸部屋                 | 二所ノ関一門                                 |                                                                                      |
| 千代の富士     | 第58代横綱 | 13代九重                 | 1993年3月場所         | 1994年1月場所○  | 九重部屋                 | 高砂一門                                     | 1994年3月場所から審判部副部長に昇進。                                                |
| 大乃国         | 第62代横綱 | 一代大乃国 →12代芝田山   | 1993年3月場所         | 1996年1月場所   | 放駒部屋                 | 二所ノ関一門                                 |                                                                                      |
| 蔵玉錦         | 前頭筆頭   | 11代立川                 | 1994年3月場所         | 1995年1月場所   | 鏡山部屋                 | 時津風一門                                   | 審判委員在任中は借株。                                                               |
| 金剛           | 関脇       | 10代二所ノ関             | 1994年3月場所         | 1995年1月場所   | 二所ノ関部屋             | 二所ノ関一門                                 |                                                                                      |
| 大錦           | 小結       | 13代山科                 | 1994年3月場所         | 1996年1月場所   | 出羽海部屋               | 出羽海一門                                   |                                                                                      |
| 4代朝潮        | 大関       | 11代若松                 | 1994年3月場所         | 2000年1月場所   | 若松部屋                 | 高砂一門                                     |                                                                                      |
| 北勝海         | 第61代横綱 | 8代八角                  | 1994年3月場所         | 2000年1月場所   | 八角部屋                 | 高砂一門                                     |                                                                                      |
| 舛田山         | 関脇       | 19代千賀ノ浦             | 1994年3月場所         | 2003年1月場所   | 春日野部屋               | 出羽海一門                                   |                                                                                      |
| 出羽の花       | 関脇       | 15代出来山               | 1994年3月場所         | 2006年1月場所   | 出羽海部屋               | 出羽海一門                                   |                                                                                      |
| 北天佑         | 大関       | 13代二十山               | 1994年3月場所         | 2006年3月場所   | 三保ヶ関部屋 →二十山部屋 | 出羽海一門                                   |                                                                                      |
| 黒瀬川         | 小結       | 20代桐山                 | 1994年3月場所         | 2010年1月場所   | 伊勢ヶ濱部屋 →桐山部屋   | 立浪・伊勢ヶ濱連合 →立浪一門                 |                                                                                      |
| 大麒麟         | 大関       | 17代押尾川               | 1995年3月場所         | 1996年1月場所   | 押尾川部屋               | 二所ノ関一門                                 |                                                                                      |
| 大潮           | 小結       | 9代式守秀五郎            | 1995年3月場所         | 2012年1月場所   | 式秀部屋                 | 時津風一門                                   |                                                                                      |
| 佐田の海       | 小結       | 13代田子ノ浦             | 1996年3月場所         | 1997年1月場所   | 出羽海部屋               | 出羽海一門                                   | 審判委員在任中は借株。                                                               |
| 玉ノ富士       | 関脇       | 13代片男波               | 1996年3月場所         | 2001年1月場所   | 片男波部屋               | 二所ノ関一門                                 |                                                                                      |
| 若嶋津         | 大関       | 9代松ヶ根                | 1996年3月場所         | 2010年7月場所   | 松ヶ根部屋               | 二所ノ関一門                                 |                                                                                      |
| 両国           | 小結       | 12代中立                 | 1997年3月場所         | 1998年1月場所   | 中立部屋                 | 出羽海一門                                   |                                                                                      |
| 北瀬海         | 関脇       | 10代君ヶ濱               | 1998年3月場所         | 2012年1月場所   | 八角部屋                 | 高砂一門                                     | 再任                                                                                 |
| 朝嵐           | 前頭12枚目 | 14代振分                 | 1998年3月場所         | 1999年1月場所   | 高砂部屋                 | 高砂一門                                     |                                                                                      |
| 麒麟児         | 関脇       | 19代北陣                 | 1998年3月場所         | 2000年1月場所   | 二所ノ関部屋             | 二所ノ関一門                                 |                                                                                      |
| 栃司           | 関脇       | 16代入間川               | 1998年3月場所         | 2006年1月場所   | 入間川部屋               | 出羽海一門                                   |                                                                                      |
| 白田山         | 前頭4枚目  | 10代谷川                 | 1999年3月場所         | 2006年1月場所   | 八角部屋                 | 高砂一門                                     |                                                                                      |
| 多賀竜         | 関脇       | 8代鏡山                  | 1999年3月場所         | 2010年1月場所   | 鏡山部屋                 | 時津風一門                                   |                                                                                      |
| 旭富士         | 第63代横綱 | 4代安治川                | 2000年3月場所         | 2001年1月場所   | 安治川部屋               | 立浪・伊勢ヶ濱連合                           |                                                                                      |
| 大徹           | 小結       | 13代湊川                 | 2000年3月場所         | 2006年1月場所   | 二所ノ関部屋             | 二所ノ関一門                                 |                                                                                      |
| 富士櫻         | 関脇       | 10代中村                 | 2000年3月場所         | 2010年1月場所   | 中村部屋                 | 高砂一門                                     | 再任                                                                                 |
| 富士乃真       | 前頭筆頭   | 19代陣幕                 | 2000年3月場所         | 2018年3月場所   | 八角部屋                 | 高砂一門                                     | 就任当初は借株。審判委員在任中に年寄名跡を取得。                                     |
| 高望山         | 関脇       | 13代高島                 | 2001年3月場所         | 2007年1月場所   | 高島部屋                 | 立浪・伊勢ヶ濱連合                           |                                                                                      |
| 益荒雄         | 関脇       | 12代阿武松               | 2001年3月場所         | 2010年1月場所   | 阿武松部屋               | 二所ノ関一門                                 |                                                                                      |
| 逆鉾           | 関脇       | 15代井筒                 | 2002年3月場所         | 2014年3月場所○  | 井筒部屋                 | 時津風一門                                   | 2014年5月場所から審判部副部長に昇進。                                                |
| 栃乃和歌       | 関脇       | 11代春日野               | 2003年3月場所         | 2011年1月場所   | 春日野部屋               | 出羽海一門                                   |                                                                                      |
| 貴乃花         | 第65代横綱 | 一代貴乃花               | 2004年3月場所         | 2008年1月場所○  | 貴乃花部屋               | 二所ノ関一門                                 | 2008年3月場所から審判部副部長に昇進。                                                |
| 春日富士       | 前頭筆頭   | 20代春日山               | 2004年3月場所         | 2011年1月場所   | 春日山部屋               | 立浪・伊勢ヶ濱連合 →立浪一門                 |                                                                                      |
| 久島海         | 前頭筆頭   | 14代田子ノ浦             | 2006年3月場所         | 2012年1月場所   | 田子ノ浦部屋             | 出羽海一門                                   | 2012年2月13日に死去。                                                                |
| 琴稲妻         | 小結       | 13代粂川                 | 2006年3月場所         | 2016年3月場所   | 佐渡ヶ嶽部屋             | 二所ノ関一門                                 |                                                                                      |
| 小城乃花       | 前頭2枚目  | 14代高崎 →11代出羽海     | 2006年3月場所         | 2016年3月場所   | 出羽海部屋               | 出羽海一門                                   |                                                                                      |
| 水戸泉         | 関脇       | 10代錦戸                 | 2006年3月場所         | 2016年7月場所   | 錦戸部屋                 | 高砂一門                                     |                                                                                      |
| 武双山         | 大関       | 18代藤島                 | 2006年5月場所         | 2010年1月場所   | 武蔵川部屋               | 出羽海一門                                   |                                                                                      |
| 大翔山         | 前頭2枚目  | 11代追手風               | 2007年3月場所         | 2015年1月場所   | 追手風部屋               | 立浪一門 →春日山・伊勢ヶ濱連合 →伊勢ヶ濱一門 |                                                                                      |
| 霧島           | 大関       | 9代陸奥                  | 2007年7月場所         | 2010年1月場所   | 陸奥部屋                 | 時津風一門                                   |                                                                                      |
| 太寿山         | 関脇       | 15代花籠                 | 2008年3月場所         | 2011年1月場所   | 花籠部屋                 | 二所ノ関一門                                 |                                                                                      |
| 旭豊           | 小結       | 7代立浪                  | 2009年3月場所         | 2011年1月場所   | 立浪部屋                 | 立浪一門                                     |                                                                                      |
| 和歌乃山       | 小結       | 13代山分                 | 2010年3月場所         | 2010年7月場所   | 武蔵川部屋               | 出羽海一門                                   | 2010年9月1日付で日本相撲協会を退職。                                                 |
| 琴ノ若         | 関脇       | 13代佐渡ヶ嶽             | 2010年3月場所         | 2010年7月場所   | 佐渡ヶ嶽部屋             | 二所ノ関一門                                 |                                                                                      |
| 朝乃若         | 前頭筆頭   | 15代若松                 | 2010年3月場所         | 2012年1月場所   | 高砂部屋                 | 高砂一門                                     |                                                                                      |
| 智ノ花         | 小結       | 18代玉垣                 | 2010年3月場所         | 2014年3月場所   | 友綱部屋                 | 立浪一門 →春日山・伊勢ヶ濱連合 →伊勢ヶ濱一門 |                                                                                      |
| 寺尾           | 関脇       | 20代錣山                 | 2010年3月場所         | 2017年5月場所   | 錣山部屋                 | 時津風一門                                   |                                                                                      |
| 湊富士         | 前頭2枚目  | 16代立田川 →23代湊       | 2010年3月場所         | 2022年3月場所   | 湊部屋                   | 時津風一門 →無所属 →二所ノ関一門             |                                                                                      |
| 大徹           | 小結       | 13代湊川                 | 2010年9月場所         | 2013年11月場所  | 二所ノ関部屋 →松ヶ根部屋 | 二所ノ関一門                                 | 再任                                                                                 |
| 武双山         | 大関       | 18代藤島                 | 2010年9月場所         | 2015年1月場所○  | 武蔵川部屋 →藤島部屋     | 出羽海一門                                   | 再任 2015年3月場所から審判部副部長に昇進。                                           |
| 三杉磯         | 前頭2枚目  | 7代峰崎                  | 2010年9月場所         | 2016年3月場所   | 峰崎部屋                 | 二所ノ関一門                                 |                                                                                      |
| 大受           | 大関       | 18代朝日山               | 2011年5月技量審査場所 | 2012年1月場所○  | 朝日山部屋               | 立浪一門                                     | 再任 2012年3月場所から審判部副部長に昇進。                                           |
| 高望山         | 関脇       | 13代高島                 | 2011年5月技量審査場所 | 2016年3月場所   | 高島部屋 →春日山部屋     | 立浪一門 →春日山・伊勢ヶ濱連合 →伊勢ヶ濱一門 | 再任                                                                                 |
| 安芸乃島       | 関脇       | 9代高田川                | 2011年5月技量審査場所 | 2018年3月場所○  | 高田川部屋               | 二所ノ関一門                                 | 2018年5月場所から審判部副部長に昇進。                                                |
| 出島           | 大関       | 15代大鳴戸               | 2011年5月技量審査場所 | 在任中          | 藤島部屋                 | 出羽海一門                                   |                                                                                      |
| 竹葉山         | 前頭13枚目 | 12代宮城野               | 2012年3月場所         | 2013年1月場所   | 宮城野部屋               | 立浪一門 →春日山・伊勢ヶ濱連合 →伊勢ヶ濱一門 |                                                                                      |
| 蒼樹山         | 前頭筆頭   | 13代枝川                 | 2012年3月場所         | 2014年3月場所   | 時津風部屋               | 時津風一門                                   |                                                                                      |
| 両国           | 小結       | 13代境川                 | 2012年3月場所         | 2016年3月場所   | 境川部屋                 | 出羽海一門                                   | 再任                                                                                 |
| 潮丸           | 前頭10枚目 | 13代東関                 | 2012年3月場所         | 2019年1月場所   | 東関部屋                 | 高砂一門                                     | 就任時は年寄。2013年2月4日付で主任、2015年1月29日付で委員に昇格。                    |
| 千代大海       | 大関       | 20代佐ノ山 →14代九重     | 2012年3月場所         | 2022年3月場所   | 九重部屋                 | 高砂一門                                     |                                                                                      |
| 黒瀬川         | 小結       | 20代桐山                 | 2013年3月場所         | 2016年3月場所   | 朝日山部屋 →伊勢ヶ濱部屋 | 伊勢ヶ濱一門                                 | 再任                                                                                 |
| 玉春日         | 関脇       | 14代片男波               | 2014年1月場所         | 2024年3月場所   | 片男波部屋               | 二所ノ関一門                                 |                                                                                      |
| 魁皇           | 大関       | 15代浅香山               | 2014年5月場所         | 2023年1月場所○  | 浅香山部屋               | 伊勢ヶ濱一門                                 | 2023年3月場所から審判部副部長に昇進。                                                |
| 土佐ノ海       | 関脇       | 13代立川                 | 2014年5月場所         | 在任中          | 伊勢ノ海部屋             | 時津風一門                                   | 就任時は主任。2016年3月30日付で委員に昇格。                                          |
| 敷島           | 前頭筆頭   | 17代浦風                 | 2014年5月場所         | 在任中          | 陸奥部屋 →荒汐部屋       | 時津風一門                                   | 就任時は主任。2016年3月30日付で委員に昇格。                                          |
| 貴ノ浪         | 大関       | 19代音羽山               | 2015年3月場所         | 2015年5月場所   | 貴乃花部屋               | 貴乃花一門                                   | 2015年6月20日に死去。                                                                |
| 北桜           | 前頭9枚目  | 10代式守秀五郎           | 2015年3月場所         | 2018年3月場所   | 式秀部屋                 | 出羽海一門                                   |                                                                                      |
| 旭豊           | 小結       | 7代立浪                  | 2015年7月場所         | 2015年7月場所   | 立浪部屋                 | 貴乃花一門                                   | 再任                                                                                 |
| 光法           | 前頭9枚目  | 20代音羽山               | 2015年9月場所         | 2017年1月場所   | 貴乃花部屋               | 貴乃花一門                                   | 就任時は年寄。2016年3月30日付で委員に2階級昇格。                                     |
| 濵錦           | 前頭11枚目 | 21代春日山               | 2016年5月場所         | 2016年7月場所   | 春日山部屋               | 伊勢ヶ濱一門                                 | 審判委員在任中は主任。                                                               |
| 栃司           | 関脇       | 16代入間川               | 2016年5月場所         | 2018年3月場所   | 入間川部屋               | 出羽海一門                                   | 再任                                                                                 |
| 時津海         | 前頭3枚目  | 16代時津風               | 2016年5月場所         | 2019年1月場所   | 時津風部屋               | 時津風一門                                   |                                                                                      |
| 隆の鶴         | 前頭8枚目  | 16代田子ノ浦             | 2016年5月場所         | 2020年3月場所   | 田子ノ浦部屋             | 二所ノ関一門                                 |                                                                                      |
| 栃乃洋         | 関脇       | 24代竹縄                 | 2016年5月場所         | 2025年1月場所   | 春日野部屋               | 出羽海一門                                   |                                                                                      |
| 玉乃島         | 関脇       | 18代放駒                 | 2016年5月場所         | 在任中          | 二所ノ関部屋 →放駒部屋   | 二所ノ関一門                                 | 就任時は主任。2018年3月28日付で委員に昇格。                                          |
| 黒瀬川         | 小結       | 20代桐山                 | 2016年9月場所         | 2017年3月場所   | 伊勢ヶ濱部屋             | 伊勢ヶ濱一門                                 | 再任。審判在任中は参与（停年後再雇用）。                                             |
| 闘牙           | 小結       | 20代千田川               | 2016年9月場所         | 2021年1月場所   | 錦戸部屋                 | 高砂一門                                     |                                                                                      |
| 隆三杉         | 小結       | 20代千賀ノ浦             | 2017年3月場所         | 2018年3月場所   | 千賀ノ浦部屋             | 貴乃花一門                                   |                                                                                      |
| 旭里           | 前頭14枚目 | 15代中川                 | 2017年5月場所         | 2020年3月場所   | 中川部屋                 | 時津風一門                                   |                                                                                      |
| 蒼樹山         | 前頭筆頭   | 13代枝川                 | 2017年7月場所         | 2018年3月場所   | 時津風部屋               | 時津風一門                                   | 再任                                                                                 |
| 貴乃花         | 第65代横綱 | 一代貴乃花               | 2018年5月場所         | 2018年9月場所   | 貴乃花部屋               | 貴乃花一門 →無所属                           | 元審判部長。2018年3月29日付で年寄に2階級降格。 2018年10月1日付で日本相撲協会を退職。 |
| 2代栃東        | 大関       | 14代玉ノ井               | 2018年5月場所         | 2022年3月場所   | 玉ノ井部屋               | 出羽海一門                                   |                                                                                      |
| 若の里         | 関脇       | 12代西岩                 | 2018年5月場所         | 2022年3月場所   | 西岩部屋                 | 二所ノ関一門                                 | 就任時は主任。2019年2月1日付で委員に昇格。                                           |
| 雅山           | 大関       | 14代二子山               | 2018年5月場所         | 在任中          | 二子山部屋               | 出羽海一門                                   |                                                                                      |
| 高見盛         | 小結       | 16代振分 →14代東関       | 2018年5月場所         | 在任中          | 東関部屋 →八角部屋       | 高砂一門                                     |                                                                                      |
| 旭天鵬         | 関脇       | 11代友綱 →6代大島        | 2018年5月場所         | 在任中          | 友綱部屋 →大島部屋       | 伊勢ヶ濱一門                                 | 就任時は主任。2019年2月1日付で委員に昇格。                                           |
| 琴錦           | 関脇       | 19代朝日山               | 2018年11月場所        | 2025年1月場所   | 朝日山部屋               | 伊勢ヶ濱一門                                 |                                                                                      |
| 北勝力         | 関脇       | 13代谷川                 | 2019年3月場所         | 在任中          | 九重部屋                 | 高砂一門                                     |                                                                                      |
| 土佐豊         | 前頭筆頭   | 20代間垣 →17代時津風     | 2019年3月場所         | 在任中          | 時津風部屋               | 時津風一門                                   | 就任時は主任。2020年3月25日付で委員に昇格。                                          |
| 蒼樹山         | 前頭筆頭   | 13代枝川                 | 2020年7月場所         | 2025年1月場所   | 時津風部屋               | 時津風一門                                   | 再任                                                                                 |
| 智ノ花         | 小結       | 18代玉垣                 | 2020年7月場所         | 在任中          | 友綱部屋 →大島部屋       | 伊勢ヶ濱一門                                 | 再任                                                                                 |
| 朝赤龍         | 関脇       | 8代高砂                  | 2021年3月場所         | 在任中          | 高砂部屋                 | 高砂一門                                     |                                                                                      |
| 闘牙           | 小結       | 20代千田川               | 2022年5月場所         | 2023年7月場所   | 錦戸部屋                 | 高砂一門                                     | 再任。2023年9月7日付で日本相撲協会を退職。                                           |
| 琴欧洲         | 大関       | 15代鳴戸                 | 2022年5月場所         | 在任中          | 鳴戸部屋                 | 二所ノ関一門                                 |                                                                                      |
| 垣添           | 小結       | 17代雷                   | 2022年5月場所         | 在任中          | 入間川部屋 →雷部屋       | 出羽海一門                                   |                                                                                      |
| 稀勢の里       | 第72代横綱 | 13代二所ノ関             | 2022年5月場所         | 在任中          | 二所ノ関部屋             | 二所ノ関一門                                 |                                                                                      |
| 安美錦         | 関脇       | 8代安治川                | 2023年3月場所         | 在任中          | 安治川部屋               | 伊勢ヶ濱一門                                 | 就任時は主任。2024年3月27日付で委員に昇格。                                          |
| 豪栄道         | 大関       | 14代武隈                 | 2024年5月場所         | 在任中          | 武隈部屋                 | 出羽海一門                                   |                                                                                      |
| 琴奨菊         | 大関       | 14代秀ノ山               | 2024年5月場所         | 在任中          | 佐渡ヶ嶽部屋 →秀ノ山部屋 | 二所ノ関一門                                 |                                                                                      |
| 鶴竜           | 第71代横綱 | 24代音羽山               | 2025年3月場所         | 在任中          | 音羽山部屋               | 時津風一門                                   |                                                                                      |
| 誉富士         | 前頭6枚目  | 17代楯山                 | 2025年3月場所         | 在任中          | 伊勢ヶ濱部屋             | 伊勢ヶ濱一門                                 |                                                                                      |
| 栃煌山         | 関脇       | 13代清見潟               | 2025年3月場所         | 在任中          | 春日野部屋               | 出羽海一門                                   |                                                                                      |

## アマチュア相撲
アマチュア相撲では、この役割を担当するものを、副審と呼ぶ。副審は正面・向正面・東・西の四人が配置につく。